# 彼得拉希夫卡 (波爾塔瓦區)
49°41′35″N 34°48′24″E / 49.69306°N 34.80667°E
彼得拉希夫卡（烏克蘭語：Петрашівка），2016年前称乌里扬尼夫卡（烏克蘭語：Улянівка），是烏克蘭的村落，位於該國中部波爾塔瓦州，由波爾塔瓦區負責管轄，處於斯溫基夫卡河右岸，距離菲蘇尼0.5公里，海拔高度96米，2001年人口169。